# Jamie Dimon

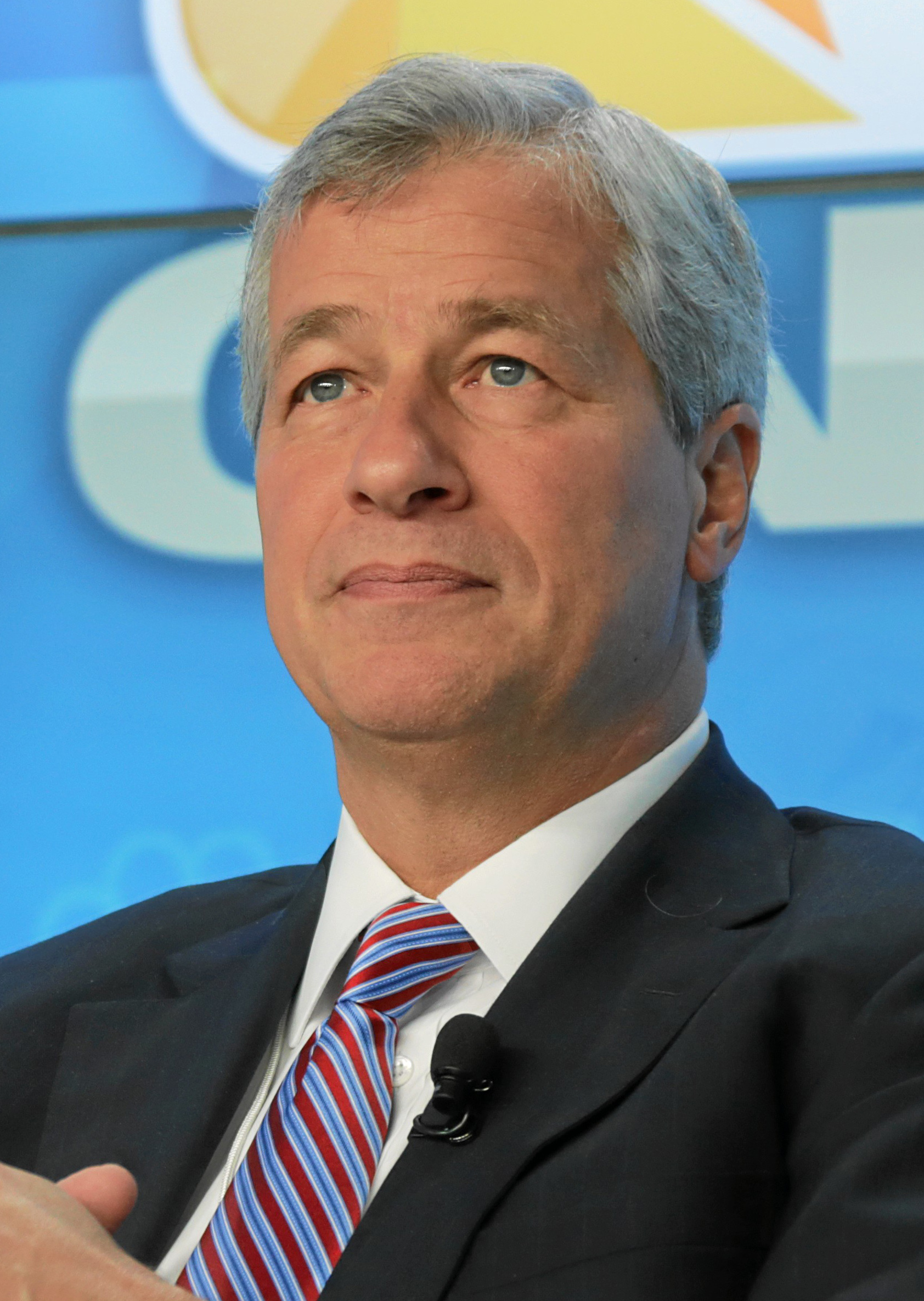
James Dimon

Jamie Dimon là Chủ tịch và CEO của JPMorgan Chase - ngân hàng thương mại lớn nhất nước Mỹ có tài sản trị giá 2.600 tỷ USD. Trong suốt nhiệm kỳ của mình, Dimon là một trong những người có sức ảnh hưởng lớn nhất trong ngành tài chính nước Mỹ. Ông cũng là một trong số ít các CEO ngân hàng trở thành tỷ phú.
Jamie Dimon sinh ngày 13/03/1956, tốt nghiệp thạc sĩ quản trị kinh doanh của Đại học Harvard năm 1982. Ông luôn cho thấy bản lĩnh của một người quản lý khôn khéo và biết cách đương đầu với những rủi ro.
Dimon luôn cho thấy bản lĩnh của một người quản lý khôn khéo và biết cách đương đầu với những rủi ro. Từ năm 1975 đến 1998, Dimon là đối tác của Sandy Weill trong việc tạo ra những dịch vụ tài chính lớn nhất thế giới, Citiroup. Dimon cũng là lãnh đạo doanh nghiệp được cử tới hội nghị của Weill vì những sang kiến có được trong kinh doanh.
Bước ngoặt trong sự nghiệp của Dimon là vào năm 1998, ông đã cứu ngân hàng Bank One ở Chicago khỏi bị phá sản, sau đó hợp nhất với ngân hàng J.P.Morgan vào năm 2004. Khi Citi rơi vào  thất bại, Dimon đang có một chỗ đứng tốt nhất để hạ gục hoàn toàn đối thủ của mình.
Dimon còn biết đến là một người lãnh đạo sử dụng thành công các biện pháp bắt buộc, ra lệnh và đe dọa để tránh cho JP Morgan có những sự tan rã đáng tiếc. Về JP Morgan khi ngân hàng khổng lồ này chỉ là một tổ chức rời rạc, trên dưới không đồng lòng, Dimon đã sử dụng biện pháp cưỡng chế, sử dụng triệt để quyền điều hành của mình, cải cách tất cá các bộ phận của ngân hàng.
Về nhân sự, Dimon thẳng tay hạ từ 20 -50% mức lương của nhiều vị trí lãnh đạo. Ông ra lệnh cho các giám đốc IT phải xây dựng lại toàn bộ hệ thống IT thông suốt trong vòng 6 tuần, nếu không chính ông sẽ lo việc đó và họ phải ra đi. Dimon còn tăng cường hệ thống kiểm soát, đặt ra chỉ tiêu về số lượng khách hàng mới cho các giám đốc chi nhánh, nếu không đạt được con số đó, họ sẽ bị đuổi việc. Và Dimon đã thành công.
Ông chủ ngân hàng này đã từng đến Việt Nam vào giữa năm 2007 và bày tỏ quan điểm sẵn sàng đầu tư, chia sẻ kinh nghiệm quản lý với các đối tác Việt Nam và hỗ trợ Việt Nam trong lĩnh vực đào tạo nhân lực quản lý.
Tập đoàn Ngân hàng JP Morgan Chase bắt đầu hoạt động tại Việt Nam từ năm 1995 và gần đây đã gia tăng hoạt động trong quá trình cổ phần hóa ở Việt Nam.